# Мошень
Мошень (рум. Moșeni) — село в Ришканському районі Молдови. Входить до складу комуни, адміністративним центром якої є село Васілеуць.